# 280-е годы до н. э.
280-е (две́сти восьмидеся́тые) го́ды до на́шей э́ры по пролептическому юлианскому календарю — промежуток времени с 1 января 289 года до н. э. по 31 декабря 280 года до н. э., включающий с 289 по 281 годы 2-го десятилетия  и 280 год 3-го десятилетия III века 1-го тысячелетия до н. э. Им предшествовали 290-е годы до н. э., за ними следовали 270-е годы до н. э. Они закончились 2305 лет назад.

## События
- 289 — Консулы Марк Валерий Максим Корвин (патриций) и Квинт Цедиций Ноктва (плебей).
- 289 — Римляне основали на Адриатическом море первую свою колонию и крепость Атри.
- 289—286 — Установлено безусловное равенство плебисцитов (решений по трибам) с постановлениями всей общины.
- 289 — Смерть Агафокла и распад его державы. Восстановление демократии в Сиракузах.
- 289 — Деметрий I Полиоркет выступил против этолийцев, опустошил Этолию и, оставив там Пантавха, начал войну с Пирром. Деметрий вторгся в Эпир и разграбил его, а Пирр напал на македонское войско в Этолии, победил на поединке Пантавха и разбил македонян. Пирр и Деметрий заключают мир.
- 289 — Пирр развёлся с Ланассой. Она удалилась на Керкиру. Деметрий сошёлся с Ланассой и поставил в городе гарнизон.
- Начало 280-х годов — В Риме проведена перепись. Насчитано 272000 граждан.[1]

- 285 — Смерть фараона Египта Птолемея I.
- 285 — Консулы Гай Клавдий Канина (плебей) и Марк Эмилий Лепид (патриций).
- 285 — Луканы нападают на греческий город Фурии. Фурии просят помощи у Рима. Римляне потребовали, чтобы луканцы прекратили свои нападения и грабежи соседних греческих городов, которые просили покровительства римлян. Луканцы задержали послов, выставили сильное войско и подняли против Рима этрусков, умбров и галлов.
- 285 — Деметрий спустился в Тарс. Перевалы через Тавр закрыл Агафокл. Деметрий написал письмо Селевку, прося помощи. Селевк было согласился, но затем выступил с войском в Киликию. Деметрий отступил в горы Тавра. Селевк закрыл перевалы в Сирию. Но Деметрий начал разорять набегами страну, одержал несколько небольших побед, обратил в бегство даже серпоносные колесницы и овладел перевалом на пути в Сирию.
- 285 — Но Деметрий захворал, и часть воинов перешла к Селевку. Деметрий двинулся в Киликию, Селевк следовал за ним. Во время битвы Деметрий на своём фланге потеснил врага, но на другом фланге воины перешли на сторону Селевка. Деметрий бежал к Аманским воротам, а затем сдался Селевку. Под стражей он был доставлен в Херсонес Сирийский, хотя Лисимах сулил Селевку большие деньги, если тот умертвит Деметрия.
- 285 — Лисимах двинулся на Пирра, который стоял под Эдессой. Многие македоняне перешли на сторону Лисимаха. Пирр с эпиротами и союзниками отступил в Эпир.
- 285—281 — Царь Македонии Лисимах. Женился на Арсиное, дочери Птолемея и сестре Лисандры, жены Агафокла.
- 285 — Сооружение Харесом из Линда Колосса Родосского (статуи Гелиоса).
- 285 — Отречение Птолемея. Он передаёт власть младшему сыну от Береники Птолемею Филадельфу. Его сын от Эвридики, дочери Антипатра, Птолемей Керавн бежит из Египта и поступает на службу к Лисимаху.
- 285—246 — Царь Египта Птолемей II Филадельф (309—246). Сын Птолемея I и Береники I. Птолемей владеет Киренаикой, Кипром, Палестиной, Южной Сирией. Возобновление канала, связывавшего Нил с Красным морем. Основание Александрийской библиотеки.

- 284 — Консулы Гай Сервилий Тукка (патриций) и Луций Цецилий Метелл Дентер[2] (плебей).
- 284 — Сеноны истребили в Этрурии целую армию римлян, перебив до 13000 человек. Союзники договаривались, спорили о субсидиях и плане войны.
- Кельтским племенем сенонов нарушен мирный договор с Римом и захвачен город Ареццо.
- 284 — Мессана в Сицилии захвачена мамертинцами (бывшими наёмниками Агафокла из Кампании). Мамертинцы перебили мужское население города и утвердили военную общину[3].
- 284/3-после 252 — Царь Боспора Перисад II. Связи с Египтом, Родосом и Делосом.